# 汉斯·赫斯
汉斯·赫斯（德語：Hans Heß，1902年—？），德国前男子雪车运动员。他曾代表德国参加1928年冬季奥林匹克运动会雪车比赛，联同塞巴斯蒂安·胡贝尔、汉斯·基利安、瓦伦丁·克伦普尔和汉斯·内格勒获得男子五人铜牌。